# 北方町立北方西小学校
北方町立北方西小学校（きたがたちょうりつ きたがたにししょうがっこう）は、かつて岐阜県本巣郡北方町長谷川西3丁目にあった公立小学校。

## 概要
- 通学区域は北方（一部）、柱本（一部）、加茂（一部）、平成1～8丁目、長谷川西1～3丁目などであった。また岐阜県営住宅団地のハイタウン北方[注釈 1]も含まれていた。
- 北方町の小中学校再編計画により、北方中学校を分割し、北方西小学校と北方小学校と統合。2023年（令和5年）に義務教育学校の北方町立北学園の開校に伴い廃校[1][2][3]。2022年4月時点の児童数は179人。
- 体育館は改修され、2024年（令和6年）4月に、北学園の分教室の多様化学校特例校「オンリー1」が設置された。

## 沿革
- 1984年（昭和59年）4月 - 北方町立北方小学校から分離し、開校。
- 2023年（令和5年）
  - 3月24日 - 閉校式を行う。
  - 3月31日 - 廃校。

## 周辺施設
- 北方町役場
- 北方町生涯学習センターきらり
- 北方町立図書館
- ハイタウン北方　（岐阜県営住宅団地）
- アピタ北方店
- 北方バスターミナル